# (6203) Lyubamoroz
(6203) Lyubamoroz es un asteroide perteneciente al cinturón de asteroides, región del sistema solar que se encuentra entre las órbitas de Marte y Júpiter, descubierto el 3 de marzo de 1981 por Schelte John Bus desde el Observatorio de Siding Spring, Nueva Gales del Sur, Australia.

## Designación y nombre
Designado provisionalmente como 1981 EC23. Fue nombrado Lyubamoroz en homenaje a Lyubov Moroz, espectroscopista de laboratorio en el Centro Aeroespacial Alemán en Berlín, ha investigado los efectos de la temperatura y los opacos en los espectros de planetas menores. Fue la primera investigadora en intentar simular los efectos ópticos debido a la fusión por impacto de minerales utilizando un láser de pulso.

## Características orbitales
Lyubamoroz está situado a una distancia media del Sol de 3,150 ua, pudiendo alejarse hasta 3,312 ua y acercarse hasta 2,988 ua. Su excentricidad es 0,051 y la inclinación orbital 0,947 grados. Emplea 2042,49 días en completar una órbita alrededor del Sol.

## Características físicas
La magnitud absoluta de Lyubamoroz es 13,5. Tiene 8,975 km de diámetro y su albedo se estima en 0,126. 